# Уэлч, Питер
Питер Фрэнсис Уэлч (англ. Peter Francis Welch; род. 2 мая 1947, Спрингфилд, Массачусетс) — американский политик, представляющий Демократическую партию. Член Палаты представителей США от штата Вермонт с 3 января 2007 по 3 января 2023 года, сенатор от штата Вермонт с 2023 года.

## Биография
Окончил Колледж Святого Креста в Вустере (1969) и Калифорнийский университет в Беркли (1973).
В 1980 году был избран в Сенат Вермонта от округа Уинсор. Во время своего второго срока Уэлч стал лидером демократического меньшинства, а после того, как демократы взяли большинство, президентом pro tempore. Уэлч стал первым в истории демократом во главе Сената штата, поскольку Вермонт начиная с 1830-х годов был оплотом сначала вигов, а затем республиканцев.
В 1988 году вместо переизбрания баллотировался в Палату представителей США от Вермонта, но проиграл внутрипартийные выборы демократов. В 1990 году стал партийным кандидатом на пост губернатора Вермонта, но проиграл республиканцу Ричарду Снеллингу.
В 2001 году губернатор Говард Дин назначил Уэлча на вакантное место в Сенате Вермонта. В 2002 году он избрался на полный срок и опять стал президентом Сената, в 2004 году был переизбран на новый срок.
В 2006 году был избран в Палату представителей США вместо независимого конгрессмена Берни Сандерса, который вместо переизбрания баллотировался в Сенат США и одержал победу. Уэлч победил республиканку Марту Рэйнвилл с результатом 53,2 % голосов избирателей против 44,5 %. В дальнейшем он переизбирался, получая поддержку более 60 % проголосовавших.
В ноябре 2021 года Уэлч объявил об участии в выборах в Сенат США на место уходящего сенатора Патрика Лихи.
Входит в Прогрессивный кокус Конгресса, объединяющий наиболее левых (прогрессивных) членов Конгресса США.